# Луцій Доміцій Агенобарб (консул 54 року до н. е.)
Лу́цій Домі́цій Агеноба́рб (лат. Lucius Domitius Ahenobarbus; 98 — 48 роки до н. е.) — політичний та військовий діяч Римської республіки, консул 54 року до н. е.

## Життєпис
Походив з роду нобілів Доміціїв. Син Гнея Доміція Агенобарба, консула 96 року до н. е.
За часів диктатури Луція Корнелія Сулли дуже збагатився. У 70 році до н. е. виступив проти Гая Верреса, а у 66 році до н. е. на посаді квестора виступав проти закону Манілія, яким надався імперій Гнею Помпею для війни з Мітридатом VI, царем Понту.
У 61 році до н. е. став курульним еділом. Під час своєї каденції влаштував дуже тривалі ігри. У 58 році до н. е. його обрано претором. Під час своєї каденції намагався скасувати закони Гая Цезаря та повернути Цицерона з вигнання. У 54 році до н. е. його обрано консулом разом з Аппієм Клавдієм Пульхром. На цій посаді протидіяв тріумвірам. У 50 році до н. е. став членом колегії понтифіків.
У 48 році до н. е. Агенобарб був призначений на заміну Цезарю у Трансальпійській Галлії. Але не встиг виїхати до провінції. Протидіяв Цезарю у Корфінії, але вимушений був здатися. Після цього зібрав війська в Етрурії й знову виступив проти Цезаря, але зазнав поразки в Масилії (сучасний Марсель) й втік до Помпея. Займав жорстоку позицію до цезаріанців, вимагаючи проти них суворих репресій. Доміцій командував лівим флангом у битві при Фарсалі, під час якої загинув.

## Родина
Дружина — Порція
Діти:
- Гней Доміцій Агенобарб, консул 32 року до н. е.
- Гай Атілій Серран Доміціан